# Vörheny tehén
A Vörheny tehén (Ginger Cow) a South Park című amerikai animációs sorozat 243. része (a 17. évad 6. epizódja). Elsőként 2013. november 6-án sugározták az Egyesült Államokban. Magyarországon 2014. február 4-én mutatta be a magyar Comedy Central.
Az epizódban Cartman poénból vörhenyesre fest egy tehenet, amit azonban egyes vallási csoportok égi jelként fognak fel.

## Cselekmény
|  | Alább a cselekmény részletei következnek! |

Az iskolában Cartman bejelenti, hogy szeretne bocsánatot kérni Kyle-tól. Ugyanis Kyle az előző nap azt mondta neki, hogy nemcsak az embereknek lehet világos bőre és lehetnek szeplői, hanem állatoknak is. Elviszi a többieket egy farmhoz, ahol megmutatja "felfedezését": egy tehenet, aminek a fejére vörös parókát rakott, egy szemüveget, a szőrét pedig fehérre festette, nagy piros foltokkal. Kyle azonnal átlát a dolgon, Cartman viszont azt állítja mindenki előtt, hogy ez valóságos.
A tehénről készített kép körbejárja a világsajtót, ahol óriási felhördülést okoz, ugyanis számtalan vallás hiszi azt, hogy a vörös marha felbukkanása jelzi az idők végezetét. Az iskolába rabbik érkeznek Izraelből, akik ezt el is mondják, majd kimennek a mezőre, ahol a tehén van, döbbenten felfedezve, hogy az már zsidók, keresztények és muszlimok zarándokhelye lett. A három vallás képviselői egy gyűlést hívnak össze, hogy megtárgyalják, hogyan érjen hát véget a világ. Miközben vitatkoznak, rájönnek, hogy a próféciának talán az az értelme, hogy összehozza a különböző vallásokat - és ha a vörös marhát feláldozzák a prófécia szerint, akkor nem az idők vége, hanem a háború vége jön el. Ennek megfelelően a tehenet Jeruzsálembe viszik, és megölik, mire kitör a béke a zsidók, a muszlimok és a keresztények közt. Cartman ellátogat Kyle-hoz és közli, hogy hazudott, ő csinálta a vörhenyes tehenet. Kyle azt mondja, hogy mindegy is, mert jó sült ki belőle, Cartman azonban hajthatatlan. Közli, hogy le fogja leplezni a saját hazugságát, hacsak Kyle nem tesz meg mindent, amit kér tőle. Először azt kéri, hogy nevezze Kyle az anyját "dagadt ringyónak", és mondja azt neki, hogy "a csöcse hullaházba való". Kyle, hogy fennmaradhasson a béke, úgy dönt, eleget tesz a kérésének. Ezután pedig Cartman vele cipelteti a cuccait, végezteti el a dolgait, Kyle pedig mindenki előtt még azt is eltűri, sőt megjátssza, hogy élvezi, ha Cartman az arcába szellent.
Ezalatt az ábrahámita vallások képviselői hivatalosan is deklarálják a békét, majd egyesítik jelképeiket: a félholdat, a Dávid-csillagot és a keresztet, melyek egyesüléséből a Van Halen zenekar logója áll össze. A Van Halen ekkor meg is jelenik a színpadon, és tíz évnyi koncertet jelentenek be. Stan felkeresi Kyle-t, hogy megtudja, mi baja van a barátjának, de ő nem árulja el, ezért úgy dönt, hogy Kenny segítségével utánajár. Aznap éjjel megjelenik Kyle előtt egy szellem, aki azt mondja neki, hogy borotválja le a fejét és fogadja el a sorsát, mert az áldozata megváltja a világot.
Cartman és Kyle Izraelbe utaznak, csak azért, hogy Cartman nagy nyilvánosság előtt is megalázhassa Kyle-t. Csakhogy miközben a színpadon állnak, kapcsolják az Egyesült Államokat, a műsorban pedig Stan el akarja mondani mindenki előtt, hogy rájött: a tehenet Cartman festette be. Kyle ekkor élőben felhívja Stant és elmondja neki, hogy ő is mindvégig tudott erről, ezért hagyta magát megaláztatni. Stan ennek hatására kibékül barátjával, majd azt hazudja, hogy a vörös tehenet látta leereszkedni az égből egy fénysugáron. Csakhogy ezzel tragédiát idéz elő, mert az emberek ebből arra következtetnek, hogy a prófécia hamis volt. Ugyanis az arról szól, hogy "egy kicsi pöcsű dagadt gyermek vörhenyesre fest egy tehenet". Kyle hiába próbálja győzködni Cartmant, hogy mondja el: a prófécia tényleg megvalósult, ő nem hajlandó, mert apró péniszűnek nevezték. Újra kitör a háborúskodás, Cartman pedig az elkeseredett Kyle-nak búcsúajándékul a saját kezébe szellent, arra tejszínhabot fúj, a tetejére cseresznyét tesz, majd megeteti vele.

## Készítése
Az epizód Blu-Ray kommentárja szerint a történet Matt Stone fejéből pattant ki, aki olvasott egy könyvet a vörös marháról, amely mindegyik ábrahámita vallásban betölt valamilyen különleges szerepet. Ez adta a sztoriját annak, hogy a Közel-Keleten kitör a béke. Visszanézve Parker és Stone is úgy gondolták, hogy talán részletesebben, akár két epizódban is ki lehetett volna fejteni a dolgot, esetleg egy egész estés filmben. Ezek egy része el is készült, az epizódot jelentős mértékben meg kellett vágni ahhoz, hogy beleférjen a 21 perces játékidőbe.

## Fordítás
Ez a szócikk részben vagy egészben  a   Ginger Cow című angol Wikipédia-szócikk ezen változatának fordításán alapul.  Az eredeti cikk szerkesztőit annak laptörténete sorolja fel. Ez a jelzés csupán a megfogalmazás eredetét és a szerzői jogokat jelzi, nem szolgál a cikkben szereplő információk forrásmegjelöléseként.